# کوک نشور یکم
کوک نشور یکم یکی از پادشاهان سلسلۀ سوکل مخ‌ها (۱۶۳۵–۱۶۵۰پ. م) در دورۀ ایلام کهن بوده است که از آخرین پادشاهان این دودمان در شاخۀ مستقیم به شمار می‌رفت. وی تقریبا با نخستین سال فرمانروایی امی_صدوق (۱۶۴۵پ. م) پادشاه بابل (دولت‌شهر) هم‌زمان بوده‌است. براساس منابع کوک نشور، خواهرزاده تمتی-آگون خوانده می‌شود یا خود چنین ادعایی می‌کرد. وی زمانی که سوکل شوش بود، این سرزمین را به یکی از درباریانش سپرد.
کوک نشور پادشاه قدرتمندی بود؛ اما با مرگ نا‌‌بهنگام تاتا، تمتی-آگون به فرمانروایی عالی رسید و از قدرت کوک نشور کاسته شد.